# Diuris
Diuris es un género de orquídeas de hábitos terrestres. Tiene 71 especies. Se compone de especies perennes nativas de hábitats abiertos de Australia y Tasmania, con la excepción de una especie endémica de Timor.

## Descripción
Muchas de estas especies son comunes en Australia, donde crecen en grandes grupos, debido al desarrollo vegetativo de sus tubérculos. Las hojas basales son de tamaño mediano a grande y crecen  alternativamente o en grupos. El tallo central puede alcanzar hasta 1 m de alto.
Durante el verano estas orquídeas terrestres se marchitan  y sus tubérculos subterráneos se convierten en latentes.
Las flores son hermafrodita y crecen solitarias o en varios racimos de flores sueltas. Pueden ser muy diversas, desde pequeñas de 1 cm a grandes de 6 cm, fragantes o no. Sus colores varían de un limón amarillo, o amarillo y marrón, amarillo y morado, amarillo y naranja, a rosado y blanco, o púrpura. Los dos pétalos laterales se han redondeado o alargado. El pétalo dorsal forma una campana sobre la columna, el labio es de tres lóbulos y los dos lóbulos laterales forman alas. El periodo de floración es entre julio y noviembre.
La polinización se realiza por las abejas, atraídas por las flores,  pero moscas y escarabajos la polinizan en mayo. El fruto es una cápsula dehiscente que contiene entre 30 y 500 diminutas semillas que maduran en cuestión de semanas.

## Taxonomía
El género fue descrito por James Edward Smith  y publicado en Transactions of the Linnean Society of London, Botany 4: 222. 1798.
Etimología
Su nombre científico se deriva de las palabras griegas dis = (doble) y Oura = (cola), en referencia a los dos sépalos laterales que caen y le dan la apariencia de una cola. Su nombre común Donkey Orchid es una clara referencia a los dos pétalos laterales que sobresalen de la parte superior de la flor como las dos orejas de un burro.  Estas características hacen al género Diuris fácilmente reconocible por su apariencia.

## Especies deDiuris
- Diuris abbreviata  F.Muell. ex Benth. (1873)
- Diuris aequalis  F.Muell. ex Fitzg. (1876)
- Diuris alba  R.Br. (1810)
- Diuris amplissima  D.L.Jones (1991)
- Diuris arenaria  D.L.Jones (1999)
- Diuris aurea  Sm. (1804)
- Diuris basaltica  D.L.Jones (2006)
- Diuris behrii  Schltdl. (1847)
- Diuris bracteata  Fitzg. (1891)
- Diuris brevifolia  R.S.Rogers (1922)
- Diuris brevissima  Fitzg. ex Nicholls (1942)
- Diuris brumalis  D.L.Jones (1991)
- Diuris byronensis  D.L.Jones (2003)
- Diuris callitrophila  D.L.Jones (2003)
- Diuris carinata  Lindl. (1840)
- Diuris chrysantha  D.L.Jones & M.A.Clem. (1987)
- Diuris chryseopsis  D.L.Jones (1998)
- Diuris concinna  D.L.Jones (1991)
- Diuris conspicillata  D.L.Jones (1991)
- Diuris corymbosa  Lindl. (1840)
- Diuris cuneata  Fitzg. (1891)
- Diuris curta  D.L.Jones (2006)
- Diuris curvifolia  Lindl. (1840)
- Diuris disposita  D.L.Jones (1991)
- Diuris drummondii  Lindl. (1840)
- Diuris eborensis  D.L.Jones (2006)
- Diuris eburnea  D.L.Jones (2006)
- Diuris emarginata  R.Br. (1810)
  - Diuris emarginata var. emarginata
  - Diuris emarginata var. pauciflora  (R.Br.) A.S.George (1971)
- Diuris exitela  D.L.Jones (1991)
- Diuris filifolia  Lindl. (1840)
- Diuris flavescens  D.L.Jones (1991)
- Diuris fragrantissima  D.L.Jones & M.A.Clem. (1989)
- Diuris fryana  Ridl. (1885)
- Diuris fucosa  D.L.Jones (2006)
- Diuris gregaria  D.L.Jones (2006)
- Diuris heberlei  D.L.Jones (1991)
- Diuris immaculata  D.L.Jones (2006)
- Diuris laevis  Fitzg. (1882)
- Diuris lanceolata  Lindl. (1840)
- Diuris laxiflora  Lindl. (1840)
- Diuris longifolia  R.Br. (1810)
- Diuris luteola  D.L.Jones & B.Gray (1991)
- Diuris maculata  Sm. (1805) - especie tipo
- Diuris magnifica  D.L.Jones (1991)
- Diuris micrantha  D.L.Jones (1991)
- Diuris monticola  D.L.Jones (1998)
- Diuris nigromontana  D.L.Jones (2008)
- Diuris ochroma  D.L.Jones (1994)
- Diuris oporina  D.L.Jones (1991)
- Diuris orientis  D.L.Jones (1998)
- Diuris palustris  Lindl. (1840)
- Diuris pardina  Lindl. (1840)
- Diuris parvipetala  (Dockrill) D.L.Jones & M.A.Clem. (1987)
- Diuris pedunculata  R.Br. (1810)
- Diuris picta  J.Drumm. (1853)
- Diuris platichila  Fitzg. (1891)
- Diuris praecox  D.L.Jones (1991)
- Diuris protena  D.L.Jones (2006)
- Diuris pulchella  D.L.Jones (1991)
- Diuris punctata  Sm. (1804)
- Diuris purdiei  Diels (1899)
- Diuris recurva  D.L.Jones (1991)
- Diuris secundiflora  Fitzg. (1877)
- Diuris semilunulata  Messmer  1944)
- Diuris setacea  R.Br. (1810)
- Diuris striata  Rupp  1944)
- Diuris subalpina  D.L.Jones (2008)
- Diuris sulphurea  R.Br. (1810)
  - Diuris punctata var. punctata
  - Diuris punctata var. sulphurea Rupp (1944)
- Diuris tricolor  Fitzg. (1885)
- Diuris unica  D.L.Jones (2006)
- Diuris venosa  Rupp (1926)